# Bill Withers
Pour les articles homonymes, voir Withers.
 (mars 2021).
Si vous disposez d'ouvrages ou d'articles de référence ou si vous connaissez des sites web de qualité traitant du thème abordé ici, merci de compléter l'article en donnant les références utiles à sa vérifiabilité et en les liant à la section « Notes et références ».
William Harrison Withers, dit Bill Withers (nom prononcé /ˈwɪð.ɚz/), né le 4 juillet 1938 à Slab Fork (Virginie-Occidentale) et mort le 30 mars 2020 à  Los Angeles, est un auteur-compositeur-interprète américain.
Actif de la fin des années 1960 au milieu des années  1980, il est l'un des plus célèbres représentants de la musique soul et rhythm and blues, ainsi que l'un des plus repris. Parmi ses titres les plus populaires, on peut citer les chansons Ain't No Sunshine, Lean on Me, Use Me, Lovely Day ou Just the Two of Us (qu'il interprète avec le saxophoniste de jazz Grover Washington, Jr.).
En 2015, il est introduit au Rock and Roll Hall of Fame.

## Biographie
Cette section ne s'appuie pas, ou pas assez, sur des sources secondaires ou tertiaires indépendantes du sujet.

Pour l'améliorer, ajoutez-en, ou placez des modèles {{Source secondaire souhaitée}} ou {{Source secondaire nécessaire}} sur les passages mal sourcés. (décembre 2024)
William Harrison Withers, dit Bill Withers, perd son père à l'âge de 13 ans. À 17 ans, il s'engage dans l'United States Navy et y passe neuf ans[source insuffisante] , puis s'installe à Los Angeles en 1967. Il travaille le jour dans une usine Ford et joue la nuit dans des juke joints.
À ses débuts dans le monde de la musique, il a gardé son travail chez Ford, convaincu que le show business est imprévisible, et qu'il n'est qu'un novice comparé à d'autres artistes noirs tels que The Temptations ou Sammy Davis Jr..
Entre 1971 et 1985, Bill Withers enregistre 9 albums. Son premier succès vient avec son hit Ain't No Sunshine, dans lequel il répète 26 fois « I know » sur le troisième couplet, car il avait oublié de l'écrire. Les producteurs lors de l'enregistrement assurent qu'il ne fallait absolument pas changer la chanson. Il chante Ain't No Sunshine sur l'album Just as I Am avec le label Sussex Records en 1971.
Son second album, Still Bill, également un succès commercial, contient le hit single Lean on Me. Son album live Bill Withers Live at Carnegie Hall, encensé par les critiques, sort en 1973.
Le 9 juin 2005, il est introduit au Songwriters Hall of Fame avec les musiciens David Porter, Isaac Hayes, Steve Cropper, Robert B. Sherman, Richard M. Sherman et John Fogerty.
Bill Withers meurt le 30 mars 2020, des suites de complications cardiaques.

## Discographie
Albums studio
- 1971 : Just as I Am
- 1972 : Still Bill
- 1974 : +'Justments
- 1975 : Making Music
- 1976 : Naked & Warm
- 1977 : Menagerie
- 1978 : 'Bout Love (en)

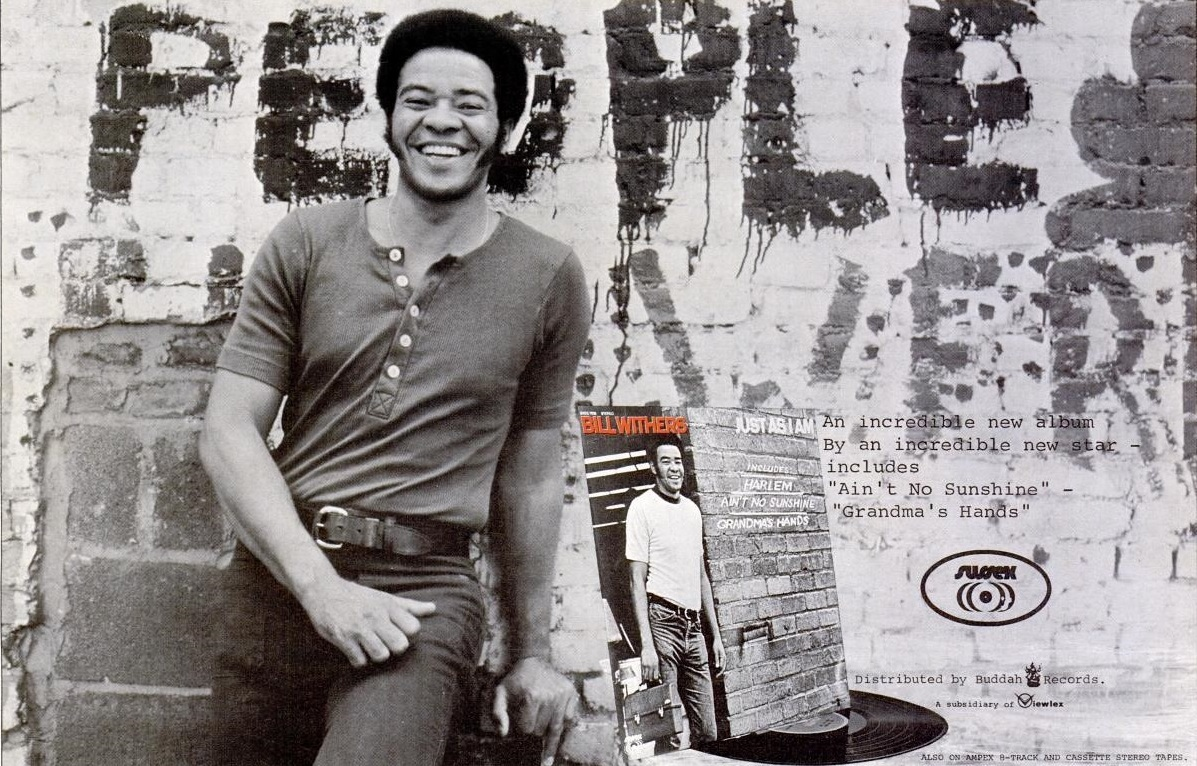
Photographie promotionnelle de Bill Withers pour son album Just as I Am (1971).

- 1985 : Watching You, Watching Me (en)

Albums live
- 1973 : Live at Carnegie Hall